# Juri Petrowitsch Maslakowez
Juri Petrowitsch Maslakowez (russisch Юрий Петрович Маслаковец; * 8. Augustjul. / 20. August 1899greg. in Urschum; † 1967) war ein russischer Physiker und Hochschullehrer.

## Leben
Maslakowez war der Sohn des Bakteriologen Pjotr Petrowitsch Maslakowez (1871–1933), der 1931 Opfer der Stalinschen Säuberungen wurde. Nach der Oktoberrevolution arbeitete Maslakowez während des Russischen Bürgerkriegs als Laborant 1919–1921 im Bakteriologischen Laboratorium Sewastopols.
Maslakowez studierte 1922–1927 an der physikalisch-mechanischen Fakultät des Leningrader Polytechnischen Instituts (LPI). Das Thema seiner Diplomarbeit war die Kathodenzerstäubung. Daneben arbeitete er ab 1923 im Leningrader Physikalisch-Technischen Institut (LFTI) der Akademie der Wissenschaften der UdSSR (AN-SSSR) im Laboratorium Alexander Alexejewitsch Tschernyschows. 1927–1928 war er in das 1. Physikalische Institut der Universität Göttingen abgeordnet. Er kehrte dann in Tschernyschows Laboratorium zurück, mit dem er 1931 in das Institut für Elektrophysik (LEFI) wechselte. Daneben arbeitete er 1932–1939 im Agrophysik-Institut.
1935 kehrte Maslakowez in das LFTI zurück und wurde Aspirant bei Abram Fjodorowitsch Joffe. Im Januar 1938 verteidigte er seine Kandidat-Dissertation über den p-n-Übergang zur Promotion zum Kandidaten der physikalisch-mathematischen Wissenschaften. 1941 baute er den weltweit ersten Halbleiter-Thermogenerator, der der Ausgangspunkt einer längeren Entwicklung war. Nach Beginn des Deutsch-Sowjetischen Krieges wurde Maslakowez zusammen mit dem LFTI nach Kasan evakuiert. 1943 wurde er als Laboratoriumsleiter in das Forschungsinstitut NII-627 abgeordnet, in dem Steuerungsgeräte für die Artillerie und Flugzeuge gebaut wurden und in dem er bis 1947 blieb. Die Arbeiten gehörten zum Sowjetischen Atombombenprojekt.
Im Dezember 1949 verteidigte Maslakowez seine Doktor-Dissertation, worauf er im August 1950 zum Doktor der physikalisch-mathematischen Wissenschaften promoviert wurde. Im Juni 1952 wurde Maslakowez auf Beschluss des Präsidiums der AN-SSSR in das neue Halbleiter-Laboratorium der AN-SSSR versetzt, das später das Halbleiter-Institut wurde.
Im September 1953 begann Maslakowez an Pjotr Iwanowitsch Lukirskis Lehrstuhl für technische Elektronik des LPI als Professor zu arbeiten. Dort wurde 1953 erstmals in der UdSSR auf Initiative Joffes und Lukirskis ein neuer Studiengang Halbleiterphysik eingerichtet, den Maslakowez organisierte und leitete. 1958 wurde er Leiter des neuen Lehrstuhls für Halbleiterphysik.
Maslakowez war verheiratet mit der Künstlerin Irina Wladimirowna Walter.

## Ehrungen, Preise
- Orden des Roten Sterns (1945)
- Leninorden (1953)